# Proteste in Greater Banjul Area 2019
Die Proteste in Greater Banjul Area 2019 fanden am 24. Juli 2019 in der gambischen Gemeinde Kanifing (englisch Kanifing Municipal) und im angrenzenden Distrikt Kombo North der West Coast Region im Westen des Landes statt. Auslöser der Proteste war der Tod eines Geschäftsmannes, der angeblich – aus der Sicht der Protestierenden – in Polizeigewahrsam gestorben sein soll. Bei den verärgerten, mehrheitlich jugendlichen Teilnehmern der Massenproteste kam es zu gewaltsamen Ausschreitungen.

## Ausgangssituation
Die gambische Polizei, Gambia Police Force, ermittelte wegen eines Einbruch- und Diebstahldelikts, das sich am Donnerstag, dem 11. Juli 2019 in Kerr Serign ereignet hatte. Verdächtige gaben an, dass Gegenstände, die bei dem Einbruch entwendet worden waren, an Ousman Darboe verkauft worden seien. Darboe, ein Händler auf dem Markt von Serekunda, wurde am 12. Juli von den Ermittlern in seinem Geschäft aufgesucht. Sie fanden einen Flachbildfernseher, der zu den gestohlenen Gegenständen aus Kerr Serign gehörte. Der Geschäftsmann Darboe wurde festgenommen und nach den Gesetzen Gambias beschuldigt, im Besitz von gestohlenem Eigentum zu sein. Am Montag, dem 15. Juli wurde er gegen Kaution freigelassen. Darboe gab während seiner Haft an, dass er Asthmapatient sei. Dieser Umstand ging auch aus den Papieren hervor, die von seiner Familie eingereicht wurden, um seine Entlassung gegen Kaution zu erwirken. Bei Darboe soll es sich um einen 33-jährigen sierra-leonischen Staatsangehörigen gehandelt haben (eine Erwähnung als guineischer Staatsangehöriger und als 36-Jähriger waren eine Einzelmeldung, die nicht wiederholt wurde).

## Verlauf der Proteste
Ousman Darboe kam am Mittwochmorgen des 24. Juli nach einem Vorfall ums Leben, an dem Berichten in sozialen Medien zufolge angeblich die Polizei beteiligt war. In einer späteren Erklärung der Polizei wurde der Mann als Ousman Darboe benannt. Darboe wohnte in Dippa Kunda, einem Ortsteil der Gemeinde Kanifing und hielt sich schon 20 Jahre in Gambia auf. Er war mit einer gambischen Frau verheiratet und hatte zwei Kinder. Darboe betrieb ein Geschäft auf dem Markt von Serekunda in der Nähe des „Black Market“ (deutsch Schwarzmarkt), wo er Laptops und Mobiltelefone verkaufte.
Am diesen Tag protestieren Jugendliche bis in die Abendstunden, um ihre Meinung zum Tod Darboes kundzutun. Sie versammelten sich unter anderem vor dem Markt von Serekunda und verbrannten Kartons und Brennholz auf der Hauptstraße von Serekunda. Die Zahl der Protestierenden wurde mit „Hunderte“ nach anderer Quelle mit „Tausende“ angegeben. Die Polizei versuchte unter Einsatz von Tränengas und Gummigeschossen die wütende Ansammlung von Demonstranten zu zerstreuen. Aufgrund der Proteste wurde auch der Verkehr blockiert und die Geschäfte der Umgebung geschlossen. Die Polizei verhaftete sechs Personen. Einige Demonstranten hielten Transparente mit der Aufschrift „No to Police Brutality“ (deutsch „Nein zur Brutalität der Polizei“) und forderten Gerechtigkeit für den Tod von Darboe. Ein Mitglied der Police Intervention Unit (PIU) und ein Passant wurden durch fliegende Steine verletzt. Die Proteste weiteten sich auf den Bertil Harding Highway und weitere Gebiete des Großraums Banjul aus.
Verärgerte Jugendliche stürmten an diesem Tag die Polizeistation in Serekunda und den Standort der Kriminalpolizei Police Anti Crime Unit (ACU) in Bijilo. Die Jugendlichen vandalierten die Büros, legten Feuer und befreiten alle Gefangenen, die sich in der Polizeistation in Arrest befanden. Darboe soll nach Meinung der Jugendlichen an den Folgen von Folter gestorben sein, die ihm angeblich von der Polizei zugefügt worden waren. Bei diesen Ausschreitungen wurden mehrere Fahrzeuge der Polizei beschädigt und Polizeibeamte verletzt. Weiter wurde ein Brandanschlag auf die Wohnung des Kommandanten der Police Anti Crime Unit in Eboe Town verübt, bei diesem Vorfall wurde das Haus des Police Commissioner Mboob geplündert und zerstört.
Als sich der Aufstand zum Abend verschlimmerte, erschien Generalmajor Yankuba Drammeh, der stellvertretende Stabschef der Streitkräfte Gambias, am Tatort und forderte zur Ruhe auf. Auch der Politiker Halifa Sallah (POSIS) begab sich auf die Straße, um beruhigend auf die Protestierenden einzuwirken.
Die Teilnehmer des Protests waren auch deswegen aufgebracht, weil erst eine Woche zuvor Kebba Secka, eine Studentin der Universität von Gambia, durch einen Polizisten getötet worden war.

## Reaktionen und Folgen

### Polizei
Am 24. Juli 2019 verbreitete der Polizeisprecher Lamin Njie im Namen des Generalinspektors der Polizei (englisch Inspector General of Police; IGP) eine Verlautbarung, in der es hieß: „Das Büro des Generalinspektors der Polizei erhielt verstörende Informationen über eine Menge wütender Jugendlicher, die wegen des Todes von Ousman Darboe in Richtung Police Anti Crime Unit marschierten. Das Büro der IGP fordert die Jugend auf, Ruhe und Zurückhaltung zu wahren.“ Weiter wurde versichert, dass es eine Untersuchung des Todes von Ousman Darboe geben und das Ergebnis ordnungsgemäß mitgeteilt wird, um die Todesursache festzustellen. Am Abend wurde die Öffentlichkeit erneut aufgerufen „den Frieden zu wahren und sich nicht in der Nähe von Polizeistationen, Märkten, Räumlichkeiten des Regionalrats und Sicherheitseinrichtungen zu versammeln. Das Personal der Sicherheitsdienste wird strenge Patrouillen und Kontrollen durchführen, um die öffentliche Sicherheit zu gewährleisten. Die Mitarbeit der Öffentlichkeit ist sehr erwünscht.“
In einem Gespräch mit dem Polizeisprecher bestritt ASP Lamin Njie, dass die Polizei am Tod Darboe beteiligt war: „Wir wissen, dass er tot ist, aber er ist nicht in unserer Obhut gestorben.“ Er sagte, der Verstorbene sei einmal verhaftet und gegen Kaution freigelassen worden. Dem Polizeisprecher zufolge erhielten sie den Bericht, dass es sich bei dem Verstorbenen um einen Asthmapatienten handelte, der nach einem Asthmaanfall auf dem Fahrrad umgefallen war. Er fügte hinzu: „Ich weiß nicht, wo er genau gestorben ist. Ich weiß nicht, ob das wahr ist. Es ist keine offizielle Quelle, dass er Fahrrad gefahren ist.“

### Regierung
Regierungssprecher, Ebrima G. Sankareh drückte am 24. Juli im Namen der Regierung Gambias den hinterbliebenen Familienmitgliedern, Verwandten und Freunden des verstorbenen Ladenbesitzers ihr tief empfundenes Beileid aus und machte deutlich, „[…] dass sich Gambia voll und ganz für die Werte der Demokratie, der Rechtsstaatlichkeit und der Achtung der Menschenrechte einsetzt. In Übereinstimmung mit diesen Normen wird die Regierung von Gambia unverzüglich eine unabhängige Untersuchung der Umstände durchführen, die zum Tod von Ousman Darboe geführt haben, und falls eine oder mehrere Personen zur Verantwortung gezogen werden, werden sie der vollen Kraft des Gesetzes ausgesetzt sein.“
Das Innenministerium erinnerte in dieser Verlautbarung die gambischen Bürger daran, „[…] dass es zwar ein demokratisches Recht ist, sich zu versammeln und zu demonstrieren, es jedoch illegal ist, Brandstiftung, Plünderungen und jegliche Form von Gewalt gegen Bürger auszuüben. Ebenso warnt das Ministerium nachdrücklich vor der Selbstjustiz des Mobs und ermahnt die Jugendlichen, das Gesetz nicht in die eigenen Hände zu nehmen, egal wie schmerzhaft die Umstände sind.“ Der gambische Innenminister Ebrima Mballow ließ am Montag, dem 29. Juli, eine Erklärung über die Presse verbreiten, in dem er der Familie kondolierte und versicherte, dass er die Vorwürfe zur Polizeigewalt ernst nähme und das Ergebnis der Untersuchungskommission abwarten werde.

### Politiker
Mamma Kandeh, Parteiführer der oppositionellen Partei Gambia Democratic Congress (GDC), teilte am 25. Juli mit, dass er seinen Auslandsaufenthalt unterbrechen und nach Gambia zurückkehren werde „[…] um sich an den laufenden Bemühungen zur Wiederherstellung des Friedens zu beteiligen.“ Er sagte unter anderem weiter, dass er „[…] die Ereignisse in Gambia aufmerksam verfolgt habe und ernsthafte Besorgnis über die aktuelle Situation in unserem Land zum Ausdruck gebracht habe.“ Auch die United Democratic Party (UDP) äußerte sich am 29. Juli, sie bestärke die Jugend, sich politisch zu betätigen, rief aber zur Gewaltlosigkeit auf.
In Sierra Leone wurde gefordert, dass Präsident Bio und seine Frau Fatima Maada Bio (die auch eine gambische Staatsbürgerschaft besitzt) auf die gambische Regierung einwirken, um die Todesursache und Umstände des sierra-leonischen Staatsangehörigen festzustellen, damit die Justiz beschleunigt werden könne.

### Mitte August
Mitte August nahm die Polizei zwölf Personen in Arrest, die mutmaßlich an dem Vandalismus und der Zerstörung beteiligt gewesen waren. Darunter der Rapper Killa Ace. Diese Personengruppe wurde am 20. August mit Kautionsauflagen frei gelassen.